# قزل-یار (شهرستان قره‌کولجه)
قزل-یار (به لاتین: Kyzyl-Jar) یک منطقهٔ مسکونی در قرقیزستان است که در شهرستان قره‌کولجه واقع شده‌است. قزل-یار ۶۰۶ نفر جمعیت دارد و ۲٬۱۶۰ متر بالاتر از سطح دریا واقع شده‌است.